# Travedona-Monate
Travedona-Monate is een gemeente in de Italiaanse provincie Varese (regio Lombardije) en telt 3496 inwoners (31-12-2004). De oppervlakte bedraagt 9,1 km², de bevolkingsdichtheid is 371 inwoners per km².

## Demografie
Travedona-Monate telt ongeveer 1438 huishoudens. Het aantal inwoners daalde in de periode 1991-2001 met 0,1% volgens cijfers uit de tienjaarlijkse volkstellingen van ISTAT.
| Jaar | Inwoneraantal |
| ---- | ------------- |
| 1991 | 3340          |
| 2001 | 3337          |

## Geografie
Travedona-Monate grenst aan de volgende gemeenten: Biandronno, Brebbia, Bregano, Cadrezzate, Comabbio, Ispra, Malgesso, Osmate, Ternate.